# Tarache areli
Tarache areli là một loài bướm đêm thuộc họ Noctuidae. Nó được tìm thấy ở Arizona, California, Colorado, Nevada, New Mexico, Texas, Utah, British Columbia và México.
Chiều dài cánh trước là 10-12.5 mm đối với con đực và 10–12 mm đối với con cái. Con trưởng thành bay từ tháng 7 đến tháng 8 tùy theo địa điểm.

## Hình ảnh

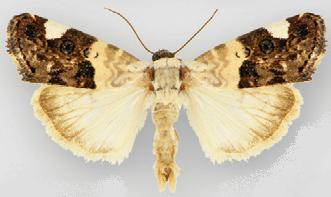